# أنتي إيسوتالو

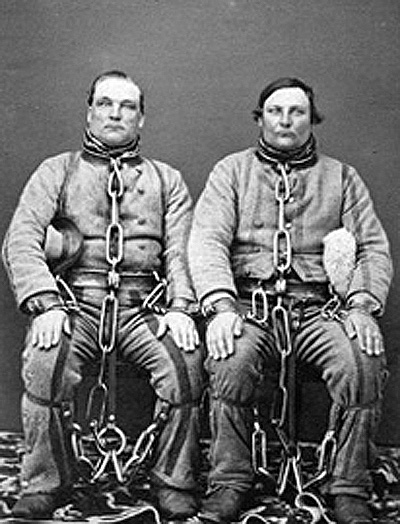
أنتي إيسوتالو وأنتي رنانيارفي.

أنتي إيسوتالو (Antti Isotalo أو Isontalon Antti؛ ألاهارما، 24 أغسطس 1831 - ألاهارما، 8 أغسطس 1911) مزارع وبوكويونكاري فنلندي، قاد عصابة إجرامية إيسو - يوكو مع أنتي رنانيارفي من عام 1856 إلى عام 1867.
كان إيسوتالو شخصاً عصبي، من هواياته سباقات الخيل. وكان رجل أعمال داهية، يشعر في سوق المدينة وكأنه في منزله في سوق البلدة. نادراً ما كان عليه أن يجمع الناس من حوله، إنما أُشير إلى أن الناس هم من كانوا يتجمعون من حوله من تلقاء أنفسهم. كان مقاتلاً عديم الخوف ولا الرحمة. لضخامة جثته، كثيرا ما طـُلب منه أن يعمل حارس أمن في الاحتفالات.
اتهم إيسوتالو بارتكاب جريمة قتل عام 1858، ولكن أفرج عنه لعدم وجود أدلة قاطعة. وبناءً إفادات شهود جدد، حكمت المحكمة عليه بالإعدام في عام 1869. غير في مجلس الشيوخ الفنلندي الحكم إلى 12 عاماً مع الاشغال الشاقة في إصلاحية هامينلينا. وقيل أن إيسوتالو ما انفك ينفي ذنبه لبقية حياته. سلوكه في السجن كان جيداً. تزوج إيسوتالو ثلاث مرات.

## في المحكمة
- 1855: تثبت إدانته للاعتداء بسكين بوكو.
- 1856: حكم عليه بغرامات للبيع غير المشروع للفودكا وانتهاك السبت المسيحي.
- 1858: التبرئة من تهمة طعن ماتي تونكا، وحـُكم عليه بالغرامات مالية لحمله سكيناً علناً من دون سبب.
- 1862: الحكم عليه ب38 جلدة بالسوط وعقوبة كنسية على العموم بتهمة النشل.
- 1864: اتهم بالتقطير غير المشروع للفودكا.
- 1869: أُدين بالمثول أمام المحكمة في حالة سكر، وإشهار سكينه، والسطو ، والسرقة والحرق.
- 1869: لظهور شاهد جديد، حـُكم عليه بالإعدام على جريمة القتل في عام 1858. ناشد مجلس الشيوخ في عام 1870 وحصل على عفو، ولكن حكم عليه بالغرامات والجلد، وفقدان الشرف، والأشغال الشاقة لمدة 12 عاماً.
- 1882: أطلق سراحه من السجن.
- 1883: الاعتداء على رجل ولكنه حـُكم بالغرامات فقط.

## وصلات خارجية
- أنتي إيسوتالو في Puukkosivut.net